# Morze otwarte (prawo)
Morze otwarte zwane też morzem pełnym (ang. High Seas) lub jako wody międzynarodowe (ang. international waters) – zgodnie z art. 86 konwencji o prawie morza, są to wszelkie części morza, które nie stanowią wyłącznej strefy ekonomicznej, morza terytorialnego, wód wewnętrznych ani wód archipelagowych żadnego państwa. W strefie tej żadne państwo nie posiada zwierzchnictwa terytorialnego, w związku z czym mogą z niej korzystać na równych zasadach wszystkie państwa.

Morza otwarte na świecie (ciemny niebieski).

Według art. 87 Konwencji na morzu otwartym państwom przysługują następujące wolności:
1. wolność żeglugi,
2. wolność rybołówstwa,
3. wolność przelotu,
4. wolność układania kabli podmorskich i rurociągów,
5. wolność badań naukowych,
6. wolność budowania wysp i innych instalacji.